# يطوريون

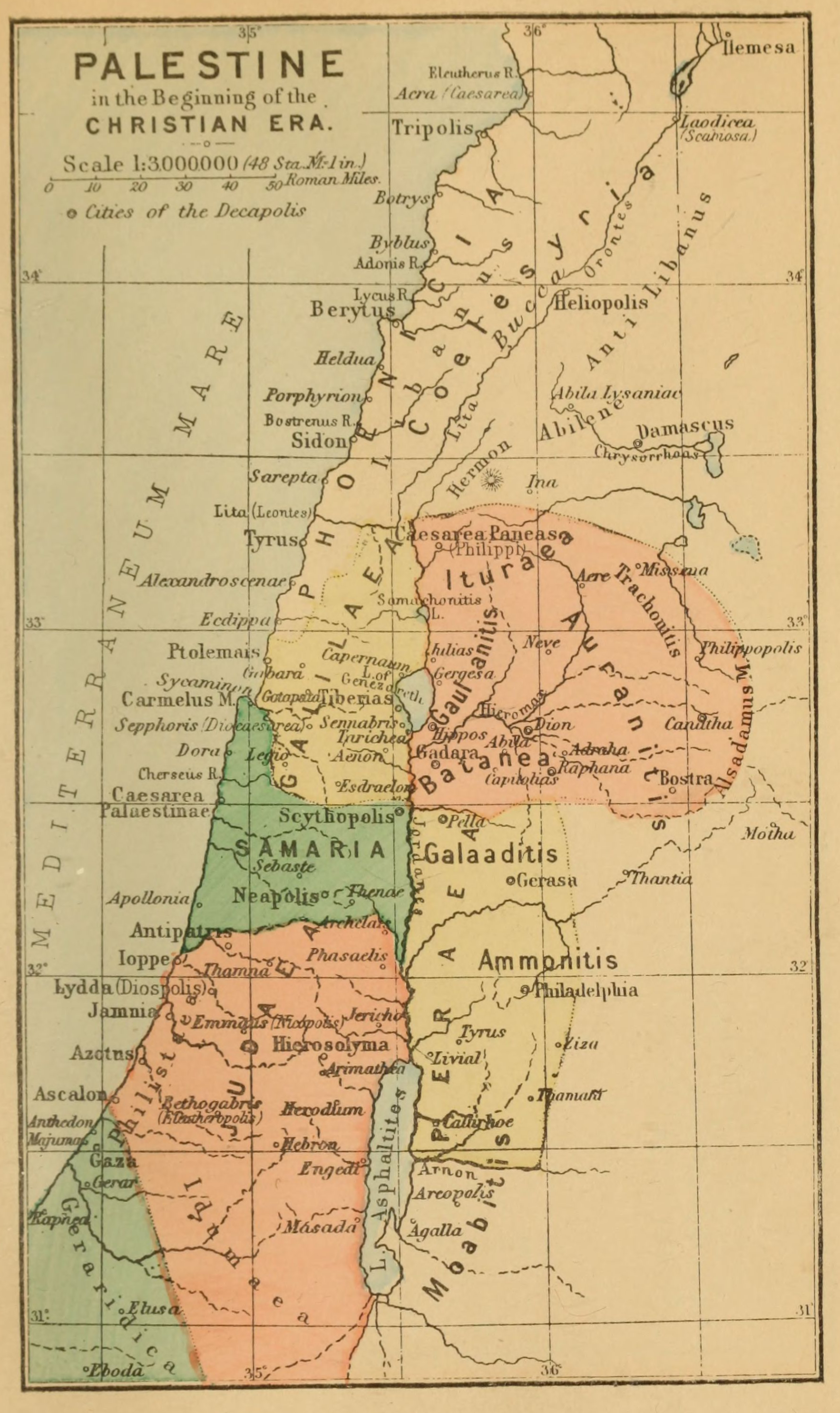

اليطوريين هم قوم عرب كونوا مملكة لهم في لبنان وكانت عاصمتهم عنجر. لم يعثر لهم على نقوش إلا باللغة اليونانية حيث تبنوا الثقافة الهيلنستية، وجميع المؤرخين القدماء الذين ذكروهم وصفوهم بأنهم عرب.